# Psilochalcis deceptor
Psilochalcis deceptor är en stekelart som först beskrevs av Grissell och Schauff 1981.  Psilochalcis deceptor ingår i släktet Psilochalcis och familjen bredlårsteklar. Inga underarter finns listade i Catalogue of Life.